# 압델카림 하산
압델카림 하산(아랍어: عبد الكريم حسن, Abdelkarim Hassan, 1993년 8월 28일 ~ )은 카타르의 축구 선수이다. 포지션은 수비수로 현재 이란의 페르세폴리스 소속이다.

## 선수 경력
2011년 카타르의 아스파이어 아카데미를 졸업했다. AFC 챔피언스리그 2011에 17살의 나이로 참가를 했으며, 이 시즌에서 소속팀은 전북 현대 모터스를 꺾고 우승을 차지했다. 그리고 2012-13 카타르 스타스 리그에서 영플레이어 상을 수상했다.
2017년 여름 벨기에의 KAS 오이펜으로 1년간 임대되었다.
2018년 아시아 올해의 축구 선수상을 수상했다.

## 수상

### 팀

#### 클럽
- 카타르 스타스 리그 우승: 2012-13, 2018-19
- 카타르 아미르 컵 우승: 2014, 2015, 2017
- 카타르 크라운 프린스 컵 우승: 2017
- 카타르 슈퍼컵 우승: 2014, 2017
- AFC 챔피언스 리그 우승: 2011
- FIFA 클럽 월드컵 3위: 2011

#### 국가대표
- AFC U-19 축구 선수권 대회 우승: 2014
- GCC U-23 축구 선수권 대회 우승: 2011
- AFC 아시안컵 우승: 2019
- 걸프컵 우승: 2014

### 개인
- 아시아 올해의 축구 선수: 2018

## 같이 보기
- A매치 100경기 이상 출전한 축구 선수 명단